# Kazuhide Uekusa
Kazuhide Uekusa (植草一秀, Uekusa Kazuhide; Edogawa, Tokio, 18 december 1960) is een Japans econoom. Hij is voormalig econoom aan het Nomura-Onderzoeksinstituut en bestuurslid van het Drielanden-Onderzoeksinstituut.
Uekusa behoort tot de invloedrijkste economen van Japan; de grootste financiële krant van het land riep hem in 1998 uit tot econoom van het jaar. Hij schreef verschillende boeken en trad regelmatig in het openbaar als commentator op televisie en als deelnemer aan economische debatten. Enkele arrestaties en veroordelingen wegens zedendelicten dwarsboomden echter zijn carrière als econoom.

## Carrière
Na het behalen van zijn bul aan de Universiteit van Tokio in maart 1983 werkte Uekusa aanvankelijk bij het Nomura-Onderzoeksinstituut. Daarnaast heeft hij tal van andere functies bekleed. Zo was hij onderzoeker bij het ministerie van Financiën (vanaf 1985) en wetenschappelijk medewerker aan het Economisch Onderzoeksinstituut van de Universiteit van Kioto (vanaf 1991). Zijn voorlopig laatste academische functie vervulde hij als hoogleraar aan de Waseda-universiteit van april 2003 tot zijn ontslag in april 2004.
Hierna richtte hij het Drielanden-Onderzoeksinstituut op, waarvan hij in april 2005 bestuurslid werd. Precies een jaar later keerde Uekusa terug als (gast)hoogleraar aan de Universiteit van Nagoya. Daar doceerde hij nationale economische strategie, tot hij in september weer werd ontslagen.

## Veroordelingen
Uekusa werd in 1998 veroordeeld tot een boete van 50.000 yen voor een zedendelict.
In april 2004 werd hij gearresteerd omdat hij op de roltrap van een treinstation met een spiegeltje onder de rok van een schoolmeisje zou hebben gegluurd. Hoewel hij dit aanvankelijk toegaf, ontkende hij de beschuldiging tijdens de rechtszitting. Hij kreeg een boete van 500.000 yen en verloor zijn baan als hoogleraar.
In september 2006 werd hij op een ander station opnieuw gearresteerd, ditmaal omdat hij een schoolleerlinge in een trein onzedelijk zou hebben betast. Hij ontkende wederom schuld maar werd later veroordeeld tot een gevangenisstraf en verloor aan zijn baan als gasthoogleraar aan de Universiteit van Nagoya.
- CiNii: DA06682876
- Gemeinsame Normdatei: 173406602
- International Standard Name Identifier: 0000 0000 4715 7014
- Library of Congress Control Number: nr92042103
- Bibliotheek van het Japanse parlement: 00313006
- Virtual International Authority File: 61412773
- WorldCat: E39PBJj8Jm94xD3qpxrb9Bj6Kd